# Tectaria danfuensis
Tectaria danfuensis är en ormbunkeart som beskrevs av Holtt. Tectaria danfuensis ingår i släktet Tectaria och familjen Tectariaceae. Inga underarter finns listade.